# غار چال‌نخجیر

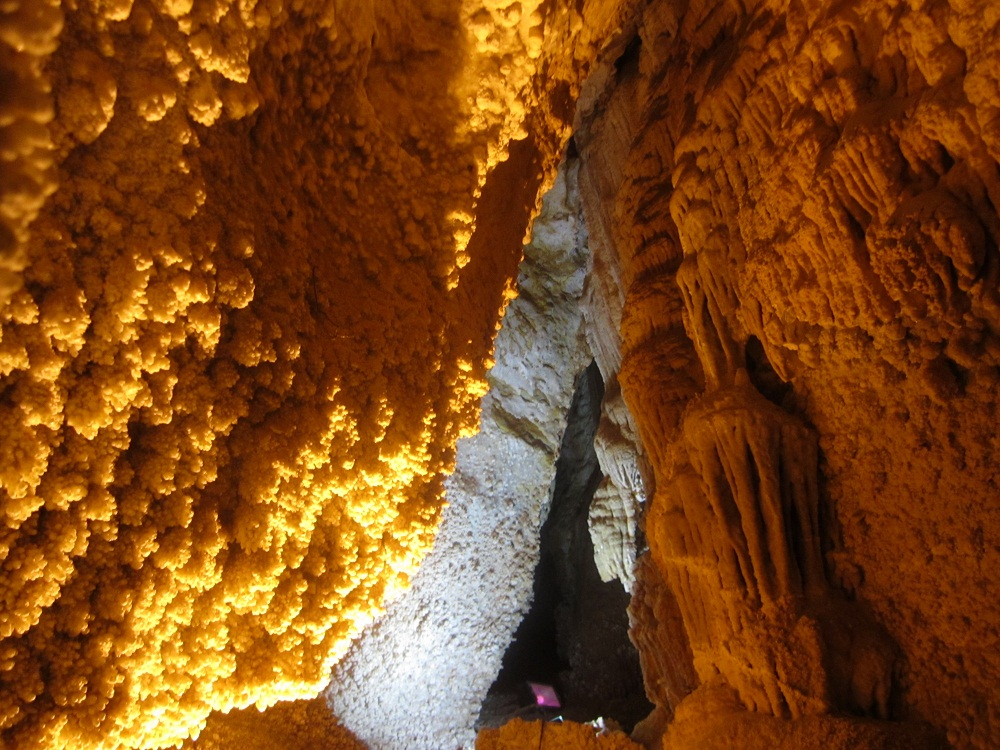
انعکاس نورهای رنگی بر روی بلورهای کلسیت

غار چال‌نخجیر  در استان مرکزی و در میان راه دلیجان به نراق قرار دارد. این غار در منطقه‌ای به نام چال‌نخجیر، در دامنهٔ کوه تخت واقع شده‌است. غار چال‌نخجیر جزء غارهای آهکی و زنده دنیا محسوب می‌شود و ازجمله غارهای طبقاتی است و از سه طبقه تشکیل شده‌است. حدود ۹۵٪ از دیواره‌های غار پوشیده از رسوبات آهکی و مابقی سنگی است.به گفته مسئولین غار، طول غار چال نخجیر حدود ۱۲ کیلومتر است که تاکنون ۱٬۲۰۰ متر از غار برای بازدید عموم کفپوش سازی، ایمن‌سازی و نورپردازی شده‌است. به گفته کارشناسان، انتهای غار به دریاچه‌ای از سفره آب‌های زیرزمینی به عمق ۳۰ متر با امکان غواصی تخصصی برای غارنوردان حرفه‌ای وجود دارد، ولی امکان بازدید عمومی از آن متصور نیست. مضاف بر اینکه انجام غواصی و ورود تیم‌های غارنوردی به این دریاچه مستلزم اخذ مجوز از میراث فرهنگی و گردشگری است. منحصر به فرد بودن نهشته‌ها، دسترسی آسان به غار، خودترمیمی به‌دلیل زنده بودن و تهویه مطبوع مناسب هوای درون غار از ویژگی‌های خاص غار است. این غار در سال ۱۳۸۴ خورشیدی در فهرست آثار ملی ایران به ثبت رسید. این غار زیبا در زمستان سال ۱۳۶۶ در پی کمبود آب و در هنگام مطالعات مکان‌یابی برای حفر چاه به منظور تأمین آب شرب دلیجان توسط تیم مطالعاتی مورد توجه و به دنبال آن در زمان حفاری چاه مورد اشاره به وسیله همان تیم شامل احمد صفری دبیر بازنشسته مورد شناسایی ودر ورودهای پی درپی وبا زحمت بسیار به‌دلیل نداشتن ورودی مناسب کشف و بعد به دنبال آن بازگشایی ورودی جهت تسهیل دسترسی به غار انجام گردید. ↵افراد زیادی ادعای کشف این غار را در کارنامه خود آورده‌اند که همگی قابل نقض هستند زیرا برای کاشفان اصلی معرفی شده مستندات کافی و قابل اتکا و اعتنا وجود دارد

## ریشه نام
نام غار از منطقه‌ای به نام چال‌نخجیر گرفته شده‌است. چال‌نخجیر منطقه‌ای گود است و در گذشته شکارچیان، شکار خود را از نقاط دیگر به این منطقه رم می‌دادند تا آسان‌تر بتوانند آن‌ها را شکار کنند.
از نظر لغوی، چال‌نخجیر به معنای پایین‌تر از شکارگاه است، زیرا چال در فارسی و گویش راجی چال نخجیر به معنی فضایی که نسبت اطراف خود پست‌تر و گودتر باشد و در نتیجه شکار در معرض دید شکارچی و صیاد به ان تسلط بیشتر دارد استنباط می‌شود به عبارت دیگر فضایی که به‌دلیل گودی که نسبت به اطراف ان برای شکار و صید مناسب است و در یک‌کلام شکارگاه گود معنی می‌دهد.
در گذشته مردم از این غار با نام غار «هوهو» نیز یاد می‌کردند.

## تاریخچهٔ کشف
غار چال‌نخجیر در اواخر سال ۱۳۶۶ در زمان حفر چاه در نزدیکی دهانهٔ آن توسط شهرداری سازمان آب که در آن زمان از واحدهای تابعه شهرداری دلیجان بود کشف شد.  برای نخستین بار در سال ۱۳۶۷ غارنوردی به نام کامران سلیمانی تا عمق ۵۰۰ متری غار پیش رفت، اما به علت تمام شدن نخ ردزنی مجبور به بازگشت شد. یک سال بعد در سال ۱۳۶۸ تیمی ۳ نفره از غارنوردان جهت کشف بیشتر وارد غار می‌شوند.
غار چال‌نخجیر در سال ۱۳۸۴ توسط سازمان میراث فرهنگی با شماره ۱۳۸۱۴ در فهرست آثار ملی ایران به ثبت رسید.

## موقعیت جغرافیایی
غار چال‌نخجیر در جوار پناهگاه حیات‌وحش جاسب در ۸ کیلومتری شرق شهر دلیجان و فاصله ۳ کیلومتری جاده آسفالته دلیجان – نراق و در دامنه کوه کم‌ارتفاعی قرار گرفته‌است و دارای مختصات جغرافیایی ۵۰ درجه و ۴۵ دقیقه و ۵۵ ثانیه طول شرقی و ۳۴ درجه و ۲ دقیقه و ۱۴ ثانیه عرض شمالی است.
غار در داخل کوه کم ارتفاعی به نام «کوه تخت» قرار گرفته‌است.
نزدیک‌ترین روستاها به غار، سه روستای کروگان، وشتگان، هرازیجان هستند.

## زمین‌شناسی

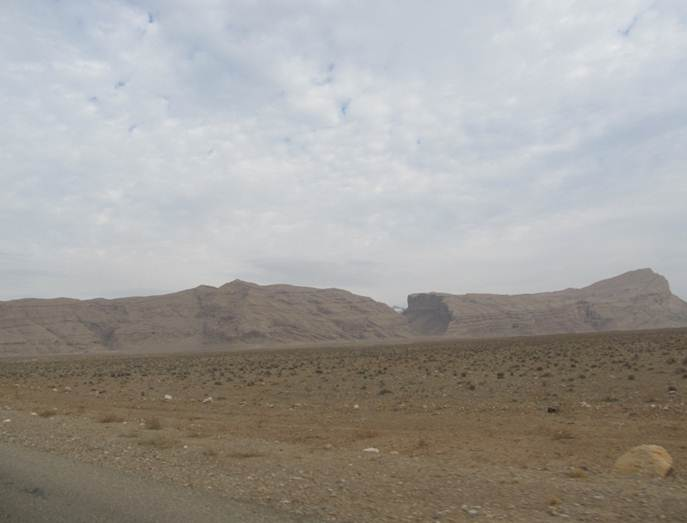
نمایی از منطقه کارستی واران
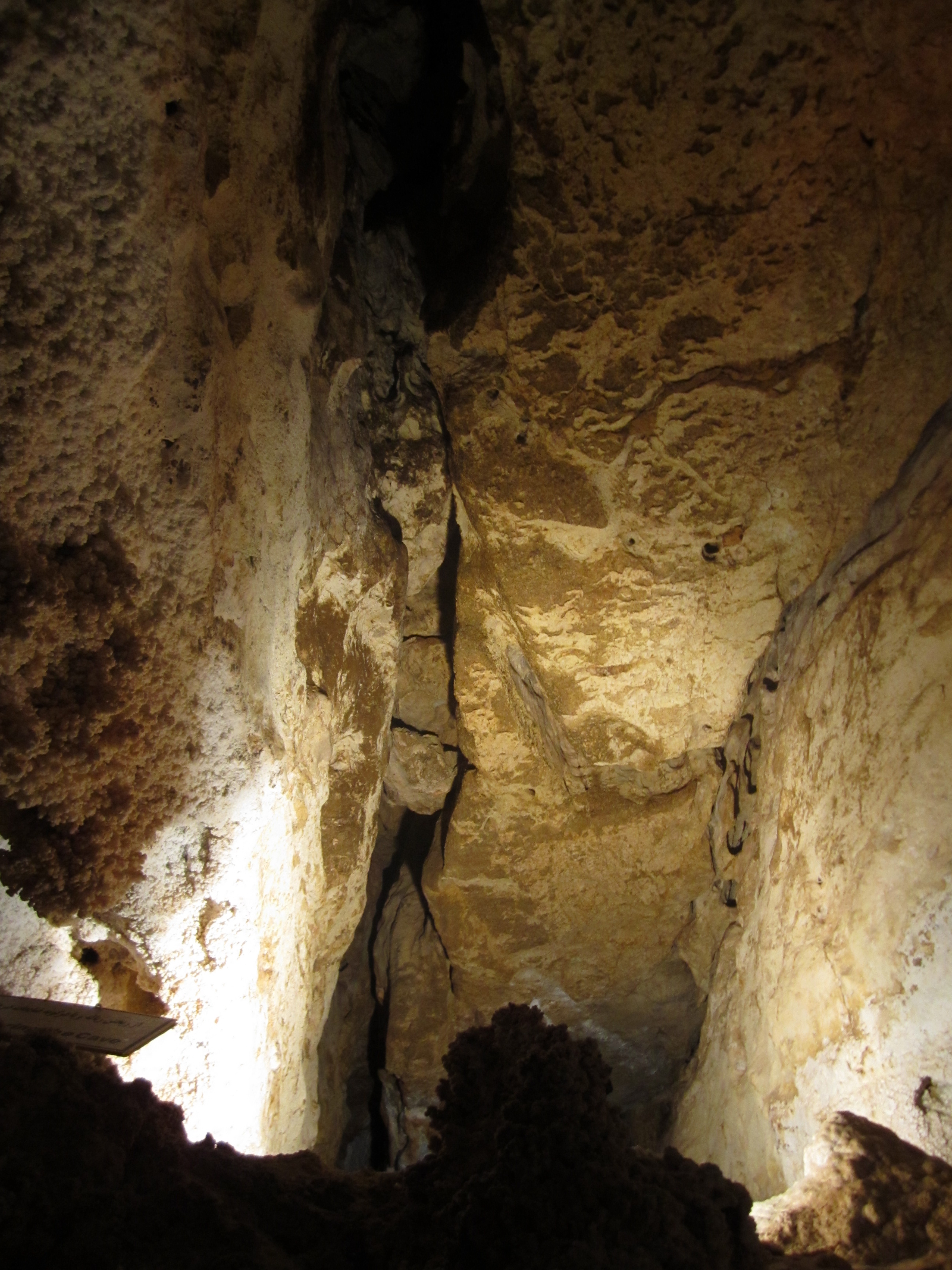
سطح گسل خورده در سقف غار

این غار در منطقه کارستی واران قرار دارد. این منطقه کارستی در واحدهای آهکی متراکم ریفی گسترش یافته که موجب پوشاندن توف‌ها و شیل‌های سبز پالئوسن شده‌است. منطقه در بعضی از بخش‌ها به شکل بلوک‌های گسل خورده ظاهر می‌شود.
منطقه کارستی که غار را به وجود آورده‌است از نوع سنکینال می‌باشد. به سبب زیاد بودن شکستگی‌ها و گسل‌های به وجود آمده دو توده‌های سنگ، راهروهای درون غار به نسبت زیاد است. همچنین وجود درزها و شکاف‌ها عمل انحلال کانی‌ها را سریع‌تر کرده‌است. منطقه کارستی با توجه به زمان تشکیل آن، منطقه‌ای جدید و فعال است، به این معنی که مراحل انحلال و فرسایش کارست و ایجاد اشکال کارستی در غار همچنان ادامه دارد.
غار چال‌نخجیر اسپرت که جزء غارهای مرطوب افقی محسوب می‌شود، متعلق به دوران سوم زمین‌شناسی است.
در منابع مختلف قدمت این غار ۷۰1 میلیون سال ذکر شده‌است.
عامل اصلی و اولیه به وجود آمدن غار، گسل معکوسی است که در منطقه وجود دارد و پس از گذشت میلیون‌ها سال غار را به وجود آورده‌است؛ بنابراین می‌توان غار را از نوع غارهای لرزه‌ساختی دانست.
بیشتر غار از سنگ‌های آهکی تشکیل شده‌است که متعلق به دسته سنگ‌های رسوبی‌اند. ویژگی مهم سنگ‌های آهکی، حل‌شدن آن‌ها در آب‌های حاوی دی‌اکسید کربن است. هنگامی که آب وارد زمین آهکی می‌شود در اثر برخورد با فلز و کانی‌های دیگر، مقداری از آن را در خود حل کرده و زمان شکل‌گیری سازندهای آهکی غار، رنگ حاصل از کانی‌ها باعث تغییر رنگ در آهک می‌شود. بیشتر سازندهای درون غار رنگ سفید شیری دارند که گاهی متمایل به زرد‌اند. املاح گوگرد باعث ایجاد رنگ زرد، املاح آهن باعث ایجاد رنگ سیاه، املاح مس باعث ایجاد رنگ سبز و املاح جیوه باعث ایجاد رنگ نارنجی مایل به قرمز شده‌اند که ترکیب فراوان این رنگ‌ها در غار به چشم می‌خورد.
غار بین سنگ‌هایی قرار گرفته که لایه‌بندی متوسط دارند و شیب آن‌ها حدود ۲۳ درجه به سمت غرب است. سن سنگ‌های غار به الیگوسن پایانی می‌رسد که معادل با سن سازند قم است.
قدمت سنگ میزبان این غار به حدود ۳۴ تا ۱۶ میلیون سال پیش بازمی‌گردد. با توجه به اینکه غار مذکور پس از تشکیل و سنگ شدگی بستر میزبان و سپس چین خوردگی و گسل خوردگی متعاقب آن تشکیل شده، سن تشکیل غار بسیار جوانتر از ۱۶ میلیون سال است.
بیشتر سنگ‌ها و اشکال آهکی درون غار از نوع کربنات کلسیم، آراگونیت و سنگ گچ هستند.
بر اثر چین‌خوردگی و کوه‌زایی، به‌دلیل فشارهای وارد شده بر سنگ‌ها، درزها، شکاف‌ها و گسل‌هایی در سنگ ایجاد شده و در مرحله بعد بارش‌های جوی که دارای گاز کربنیک بوده و خاصیت اسیدی دارند، در شکستگی سنگ‌ها نفوذ کرده و باعث انحلال کربنات کلسیم شده‌اند. در اثر انحلال، شکستگی‌ها وسیع‌تر شده و پس از میلیون‌ها سال غار را به وجود آورده‌اند.

## فضای غار

### فضای خارجی
ورودی غار هم‌تراز با سطح زمین است که ۱۰ متر عرض و بین ۱۰ تا ۴۰ متر ارتفاع دارد. دهانه غار بالاتر از چاه‌های آب آشامیدنی دلیجان است و به سمت جنوب باز می‌شود. در گذشته دهانه غار به وسعت کنونی نبوده و به صورت سوراخی به ابعاد ۱ تا ۱٫۵ متر بوده‌است. پس از کشف غار دهانه آن بر اثر انفجاری غیراصولی بازتر شد.
در فضای بیرون غار برای بازدیدکنندگان این غار امکانات و تجهیزات رفاهی همچون سالن انتظار، بوفه و مهمانسرا در نظر گرفته شده‌است.

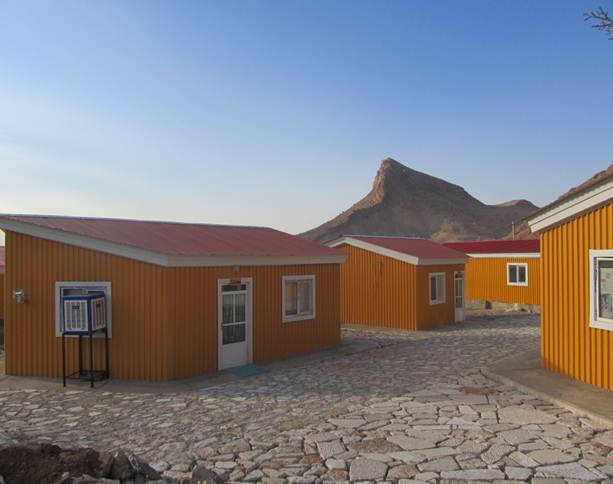
امکانات اقامتی در محوطه غار

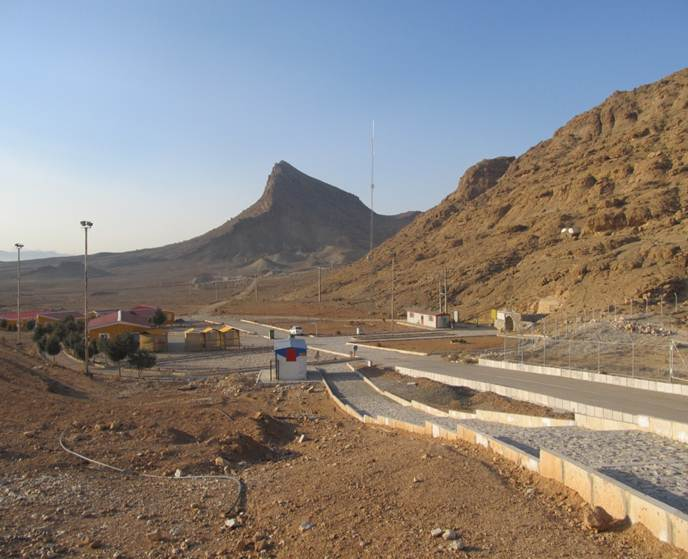
محوطه بیرون غار در سال ۱۳۹۰

### فضای داخلی

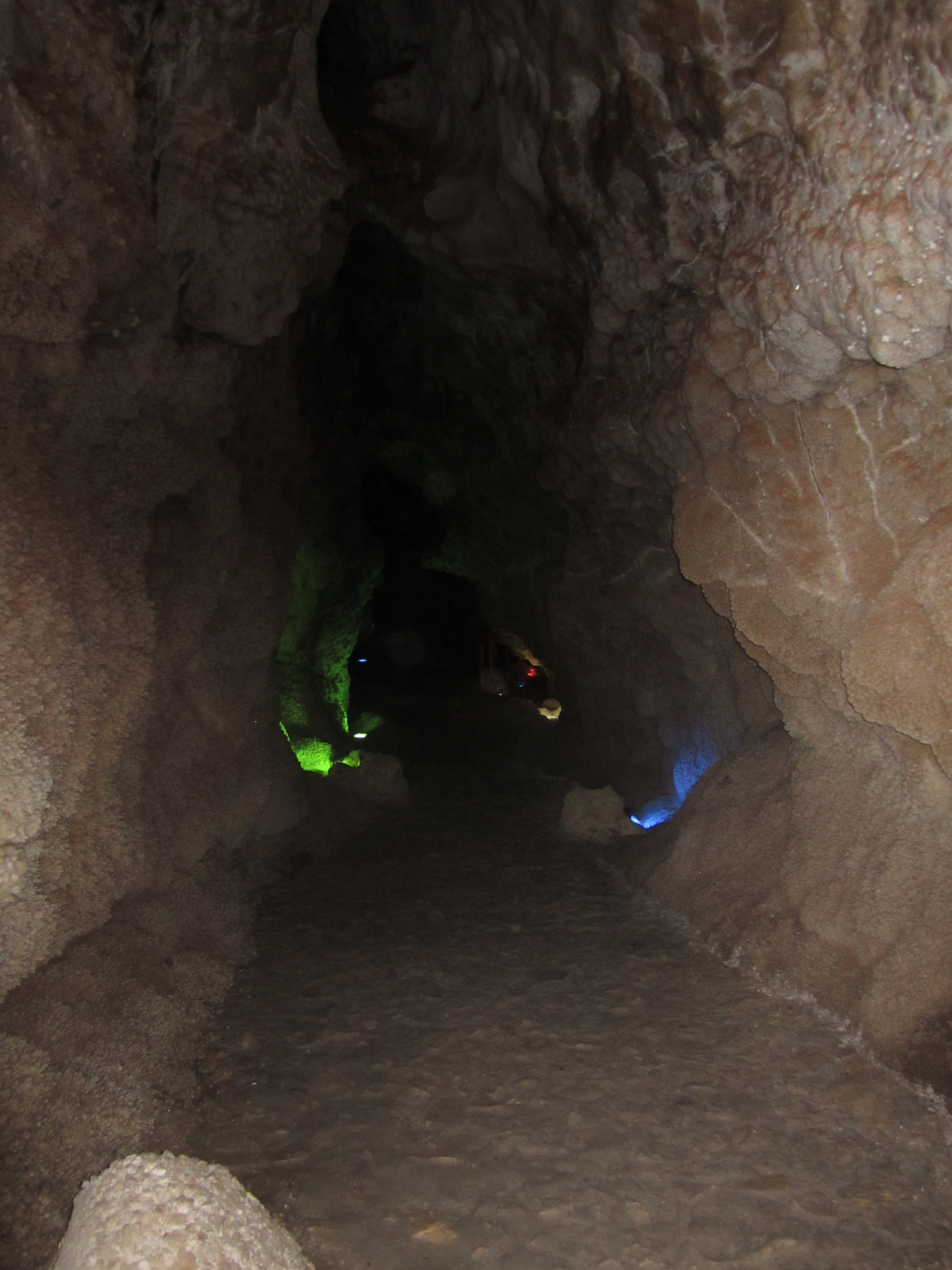
نمایی از کف‌سازی داخل غار

در درون غار بر اثر رسوبات آهکی، چکنده و چکیده و اشکال گل‌کلمی و بلورین پدید آمده‌است و با پیشروی بیشتر به داخل غار میزان پراکندگی اشکال بیشتر می‌شود. همچنین در برخی جاها رسوبات به شکل سوزنی و کشیده مشاهده می‌شود که جنس آن‌ها از گچ می‌باشد.
سقف غار بسیار بلند بوده و میانگین ارتفاع آن به ۸ متر می‌رسد. پهنای غار از ورودی تا عمق یک کیلومتری، متغیر است.
غار دارای دو مسیر است، تا ۶۰۰ متر اول غار مسیر مشترک و در امتداد جنوب به شمال می‌باشد و بعد از آن به دو مسیر تقسیم می‌شود. یکی از مسیرها به طرف شمال شرق و دیگری به شمال غرب امتداد می‌یابد. طول کل هر کدام از مسیرها حدود ۱٬۳۰۰ متر بوده و در تمام مسیر غار افقی است. غار چال نخجیر، غاری سه طبقه به‌شمار می‌آید که دو طبقه از آن با ایجاد مسیرها و پله‌هایی که گاهی تعداد آن‌ها به ۴۷ پله می‌رسد، برای بازدید گردشگران آماده شده‌است. به‌دلیل آنکه هیچ نوری به داخل غار نفوذ پیدا نمی‌کند، موجود زنده‌ای وجود ندارد.
داخل غار در گذشته آب وجود داشته‌است و خط تراز آب بر روی دیواره‌های غار قابل مشاهده است، اما امروزه این آب وجود ندارد که علت آن می‌تواند مربوط به تغییرات شرایط آب و هوایی منطقه در طول دوران زمین‌شناسی باشد. در کف غار دریاچه‌ای وجود دارد که تا ۴۰۰ متر مربع از مساحت آن کشف شده‌است. به نظر می‌آید که وسعت این دریاچه بسیار بیشتر از ۴۰۰ متر مربع باشد. عمق دریاچه ۷۰ متر است.
بهره‌برداری و بازدید نزدیک از دریاچه به‌دلیل تغییرات دائمی سطح آب این دریاچه هنوز امکان‌پذیر نشده‌است.
در کف غار جریان همیشگی آب وجود ندارد، ولی در بیشتر جاهای غار حوضچه‌های آب کوچک به چشم می‌خورد که در طول فصل‌های سال میزان آب آن‌ها متغیر است.
تالارهای متعدد و حوضچه‌های آب، راهروهای طولانی و مسیرهای مشکل در بعضی از نقاط، چکنده و چکیده‌های بلوری و بسیار متنوع و حتی منحصر به فرد از خصوصیات آن است. حدود ۹۵٪ از بدنه غار را رسوبات آهکی پوشانده و ۵٪ باقی‌مانده سنگی می‌باشد. غار از تالارهای مختلفی تشکیل شده‌است که بزرگ‌ترین آن‌ها ۱۲۰×۴۰×۳۰ متر وسعت دارد. از تالارهای غار می‌توان به سفره عروس، دریاچه، برزخ، باغ‌وحش، چهل‌چراغ، چهلستون و تالار زیبایی‌ها اشاره کرد.
سنگ‌های تزئینی با اشکال متنوع مانند عقاب، لاک‌پشت، گوزن، انسان، کبوتر و تندیس‌های غول پیکر بلورین ایجاد شده‌است که بیشتر آنان از جنس آهک است.. تالارهای «عروس»، «گل کلمی»، «آبشارگلی»، «فرسنگ» و هیولا ازجمله بخش‌های دیدنی این غار نادر و عجیب است.

## ویژگی‌های منحصربه‌فرد
این غار نهشته‌های زیبایی دارد که برخی از آن‌ها در دیگر غارهای ایران دیده نشده‌است. ازجمله این نهشته‌های غار می‌توان نهشته‌های بزرگ کاج مانند اشاره کرد.
تهویه طبیعی هوای درونی غار در فصول تابستان و زمستان یکی دیگر از ویژگی‌های این غار است. هوای درون غار در تابستان خنک و در زمستان گرم است و بازدیدکنندگان هیچ‌گاه در آن با کمبود اکسیژن روبرو نمی‌شوند.
از دیگر ویژگی‌های مهم غار، زنده بودن آن است، به اگر جایی از آن تخریب شود یا ترک بخورد در طول سال‌های متمادی ترمیم خواهد شد.
با توجه به قرار گرفتن غار در دامنه کوه دسترسی به آن بسیار آسان بوده و بازدیدکنندگان به راحتی قادر به بازدید این محل می‌باشند.

## وقایع و رویدادها
با توجه به اینکه غار بر روی منطقه‌ای گسلی قرار گرفته‌است، نگرانی‌هایی در مورد لرزه خیزی و خطرات آن برای بازدیدکنندگان وجود دارد. از این رو برای ایمن‌سازی و تأمین امنیت بازدیدکنندگان، غار در شهریورماه سال ۱۳۹۱ به مدت ۶ ماه بر روی گردشگران بسته شد. در این مدت اقداماتی شامل نصب دوربین مداربسته، تأمین روشنایی، جاسازی بسته‌های امداد و نجات برای پدافند غیرعامل انجام شد. پس از انجام عملیات ایمن‌سازی، این غار توسط کارگروه غارشناسی کشور به عنوان نمونه غار امن در ایران شناخته شد.
کف غار همانند غارهای دیگر ایران بر اثر بتن ریزی جهت ایجاد راه تخریب شده‌است. همچنین بر اثر انفجارهایی که برای بازکردن مسیر انجام شده، ترک‌ها و شکاف‌هایی در بلورها و سازندهای آهکی غار ایجاد شده‌است.
در روزهای ابتدایی کشف و ثبت غار، دعوای جدی میان شهروندان نراق و دلیجان بر سر نامگذاری این غار به نام یکی از شهرها صورت گرفت و هرکدام مدعی مالکیت غار بودند. در این میان جمعی از مردم نراق در نامه‌ای سرگشاده به رئیس مجلس شورای اسلامی ایران نوشتند و اعتراض خود را به نحوه نام‌گذاری غار به اسم شهرهای محلات و دلیجان اعلام کردند. بر اساس گفته سید محمد حسینی، رئیس وقت اداره کل میراث فرهنگی، گردشگری و صنایع‌دستی استان مرکزی طبق قانون، غارها جزو منابع طبیعی شمرده شده و تعیین تکلیف آن‌ها با ولی‌فقیه است و موضوع اعتراض مردم نراق به نام‌گذاری و موقعیت جغرافیایی غار به اداره کل مذکور مربوط نمی‌شود. امضاء کنندگان طومار اعتراض در نامه خود اعلام کرده بودند که چنانچه سید حسن عباسی نماینده وقت محلات و دلیجان در مجلس شورای اسلامی بخواهد برخلاف اخلاق نمایندگی در صدد فراهم کردن زمینه نام‌گذاری این غار به نام شهرستان دلیجان باشد و با این کار حق شهر نراق را پایمال کند، علیه وی طرح دعوی خواهند کرد. در نهایت با مصوبه هیئت وزیران نام غار به «غار نخجیر» تغییر پیدا کرد.

## کمبودها، مشکلات و تهدیدها
ازجمله مشکلات پیش روی غار می‌توان به موارد زیر اشاره کرد:
- مرگ نهشته‌ها در اثر دست زدن بازدیدکنندگان و از بین رفتن محیط غار در اثر ایجاد کپک در دیواره‌ها
- عدم هزینه بخش خصوصی برای حفظ و نگهداری غار
- تخریب غار در جریان توسعه و گشایش دهانه غار
- افزایش دمای درون غار به‌دلیل حجم بالای بازدیدکنندگان
- کمبود راهنمایان و نگهبانان درون غار برای حفاظت فیزیکی از محیط غار
- عدم توسعه امکانات رفاهی در خارج غار
- نبود تبلیغات کافی برای معرفی غار در سطح جهانی